# Beaumesnil (Eure)
Beaumesnil je francouzská obec v departementu Eure v regionu Normandie. V roce 2009 zde žilo 557 obyvatel. Je centrem kantonu Beaumesnil.